# Подмелець
Подмелець (словен. Podmelec) — поселення в общині Толмин, Регіон Горишка, Словенія. Висота над рівнем моря: 298,3 м.